# Arli Chontey
Arli Chontey (nascido em 1 de junho de 1992) é um halterofilista cazaquistanês que compete na categoria até 56 kg. Ficou em sexto no geral do Campeonato Mundial de 2013 e 2014 e ficou em segundo colocado no arranque em 2015, mas falhou em todas as tentativas no arremesso. Se qualificou para os Jogos Olímpicos de Verão de 2016.